# Wékalet Al-Ghouri
La Wakâla (ou wekalet) d' al-Ghawri (ou al-Ghouri) est un bâtiment commercial édifié au Caire en 1504 - 1505 sur l'ordre du sultan mamelouk Al-Achraf Qânsûh Al-Ghûrî (r. 1501 - 1516) près de la mosquée Al-Azhar. Avec son rab', son immeuble de rapport, la wakâla, faisait partie du waqf du complexe funéraire su sultan. Ce caravansérail urbain permettait donc de financer le fonctionnement d'un complexe qui comprenait, outre sa tombe à deux salles sous dôme, un kuttab (l'équivalent d'une école élémentaire), un sabil (une fontaine) et une mosquée. Le complexe, tout comme la wakâla, se trouvait sur la qasaba, une des artères principales du Caire sur laquelle s'élevait déjà nombre de complexes mamelouks, comme celui du sultan Qalâ'un, par exemple. 

## Architecture
La wakâla s'organise autour d'une cour rectangulaire, accessible depuis une entrée monumentale au nord. Autour, deux étages derrière une arcade servaient de réserves pour les marchandises, tandis que s'élevaient au-dessus trois étages d'appartements en triplex dont l'accès se faisait par une autre porte donnant sur la rue. Ce type de caravansérail urbain, dont il existe d'autres exemples au Caire, ainsi que dans les villes d'Alep et de Damas étaient en général organisés selon le type de commerce et la nationalité du commerçant. 

## Restauration du complexe
Le complexe du sultan al-Ghawri a été fermé pendant sept ans au public afin d'être entièrement restauré sous la houlette d'Aymane Abdel-Moneim, directeur du projet de développement et de rénovation du Caire historique et restaurateur du palais de Taz. Des travaux importants ont été entrepris, notamment le creusement de onze puits, pour empêcher des infiltrations d'eau souterraine, le nettoyage des plafonds peints et dorés, le renforcement des fondations et l'assèchement d'une citerne de 1 500 m³ d'eau en forme de croix latine. Des sondages au sonar ont été pratiqués dans la salle al-Khanqa, sous laquelle l'épouse et la fille du sultan reposeraient, et mis en évidence des salles souterraines qu'il n'a pas été possible d'atteindre.
Le coût total a dépassé les 20 millions de livres égyptiennes, et le complexe a été inauguré en novembre 2005.